# 卑利街 (滿地可)
卑利街（法語：rue Peel）是加拿大魁北克省滿地可的一條南北向主要街道，位於滿地可市中心。街道北起皇家山附近的杉樹路，南至西南區的士美街，貫穿滿地可的購物區。
該街道於1854年8月23日建成，以英揆羅拔·卑利爵士命名。地鐵卑利站以該街道命名。